# Чельє-Мессапіка

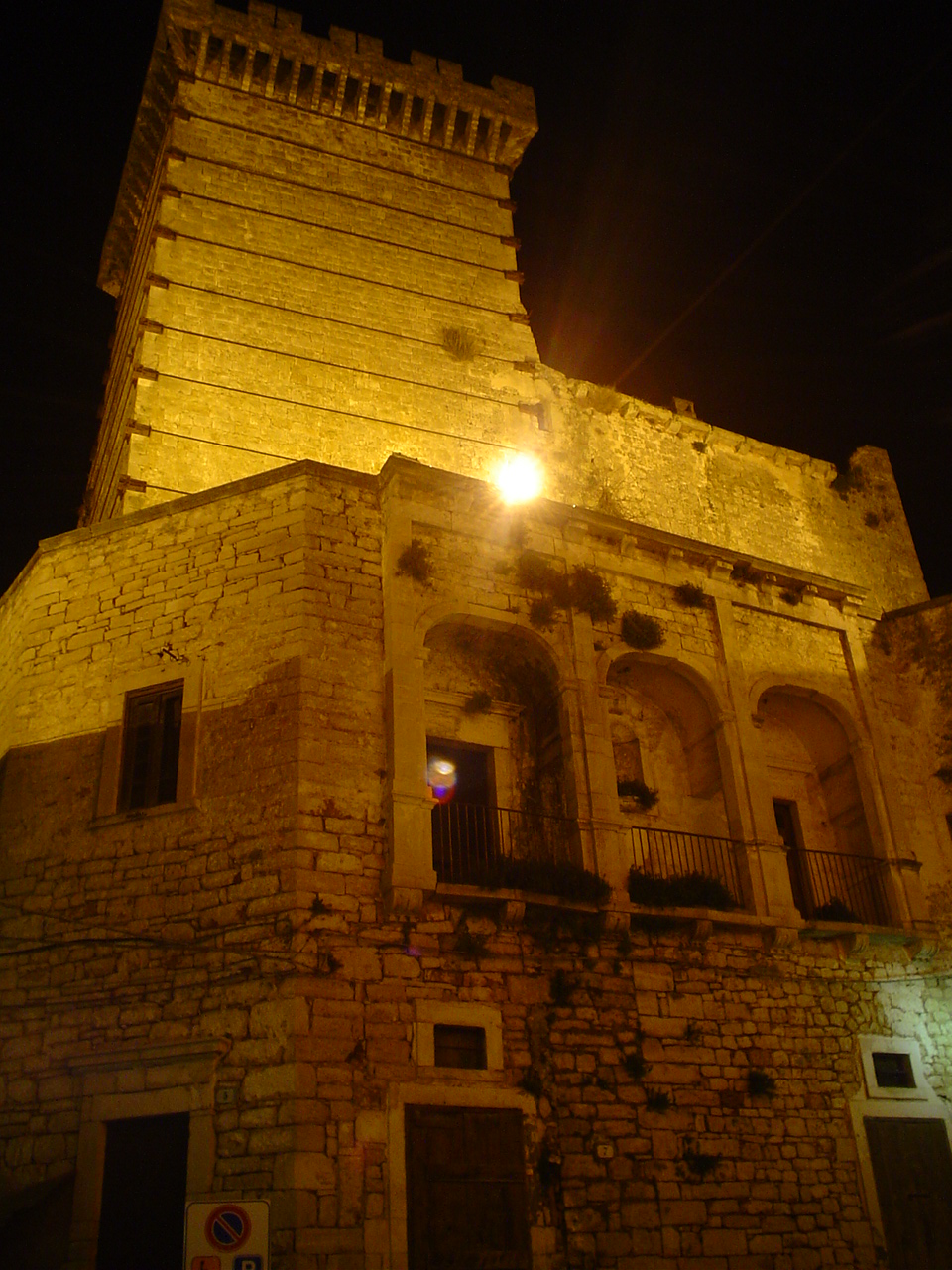

Чельє-Мессапіка (італ. Ceglie Messapica, сиц. Cegghji) — муніципалітет в Італії, у регіоні Апулія,  провінція Бриндізі.
Чельє-Мессапіка розташоване на відстані близько 450 км на схід від Рима, 80 км на південний схід від Барі, 36 км на захід від Бриндізі.
Населення — 20 243 особи (2014).
Щорічний фестиваль відбувається 13 червня. Покровитель — Антоній Падуанський.

## Демографія
Населення за роками:

Станом на 1 січня 2023 року в муніципалітеті офіційно проживало 706 іноземців з 59 країн, серед них 330 громадян країн Євросоюзу та 4 громадяни України.

## Сусідні муніципалітети
- Франкавілла-Фонтана
- Мартіна-Франка
- Чістерніно
- Остуні
- Сан-Мікеле-Салентино
- Сан-Віто-деі-Норманні
- Вілла-Кастеллі

## Відомі люди
- Тереза Белланова (нар. 1958) — італійська профспілкова активістка та політикиня

## Галерея зображень

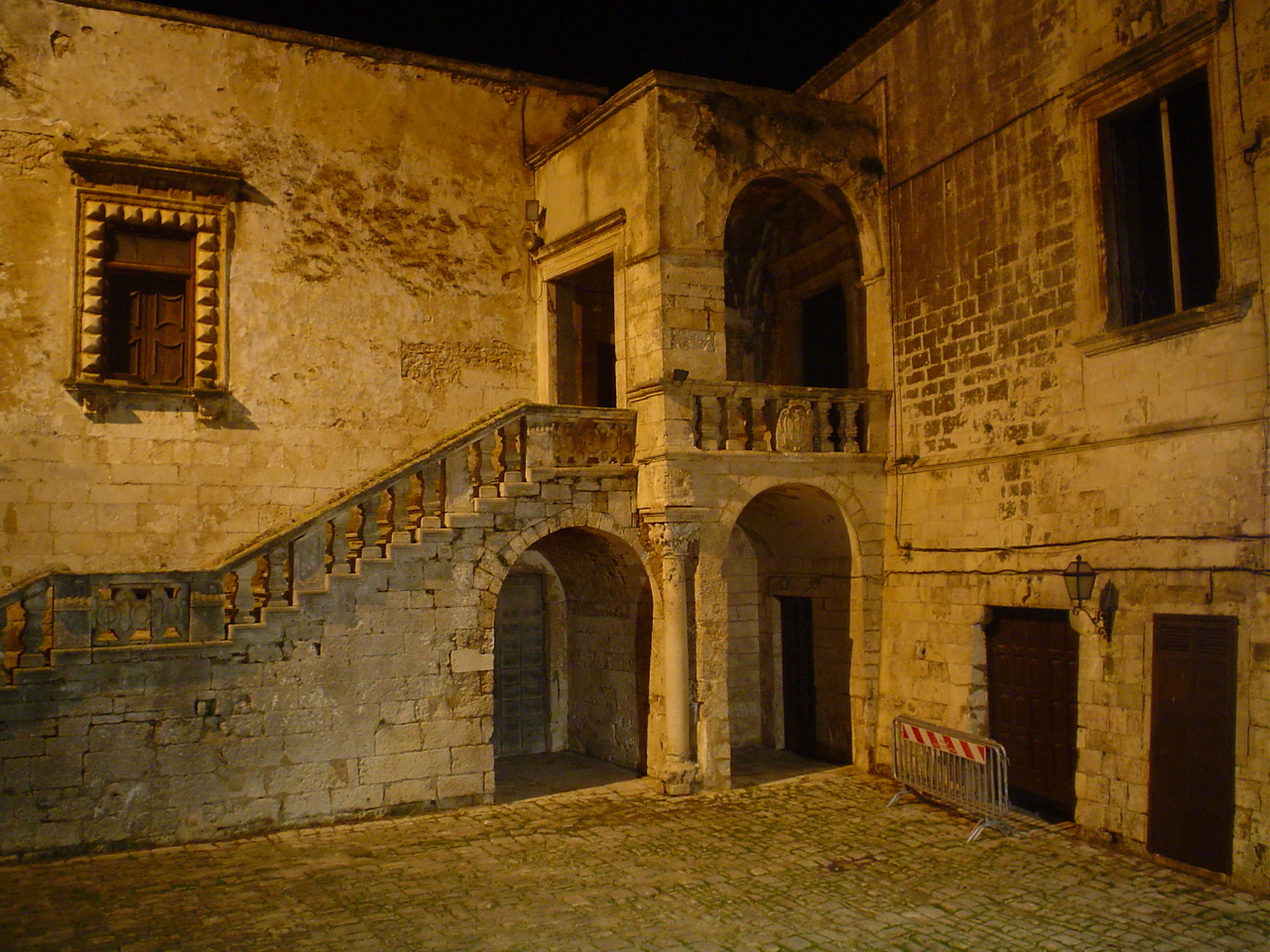
Atrio del castello
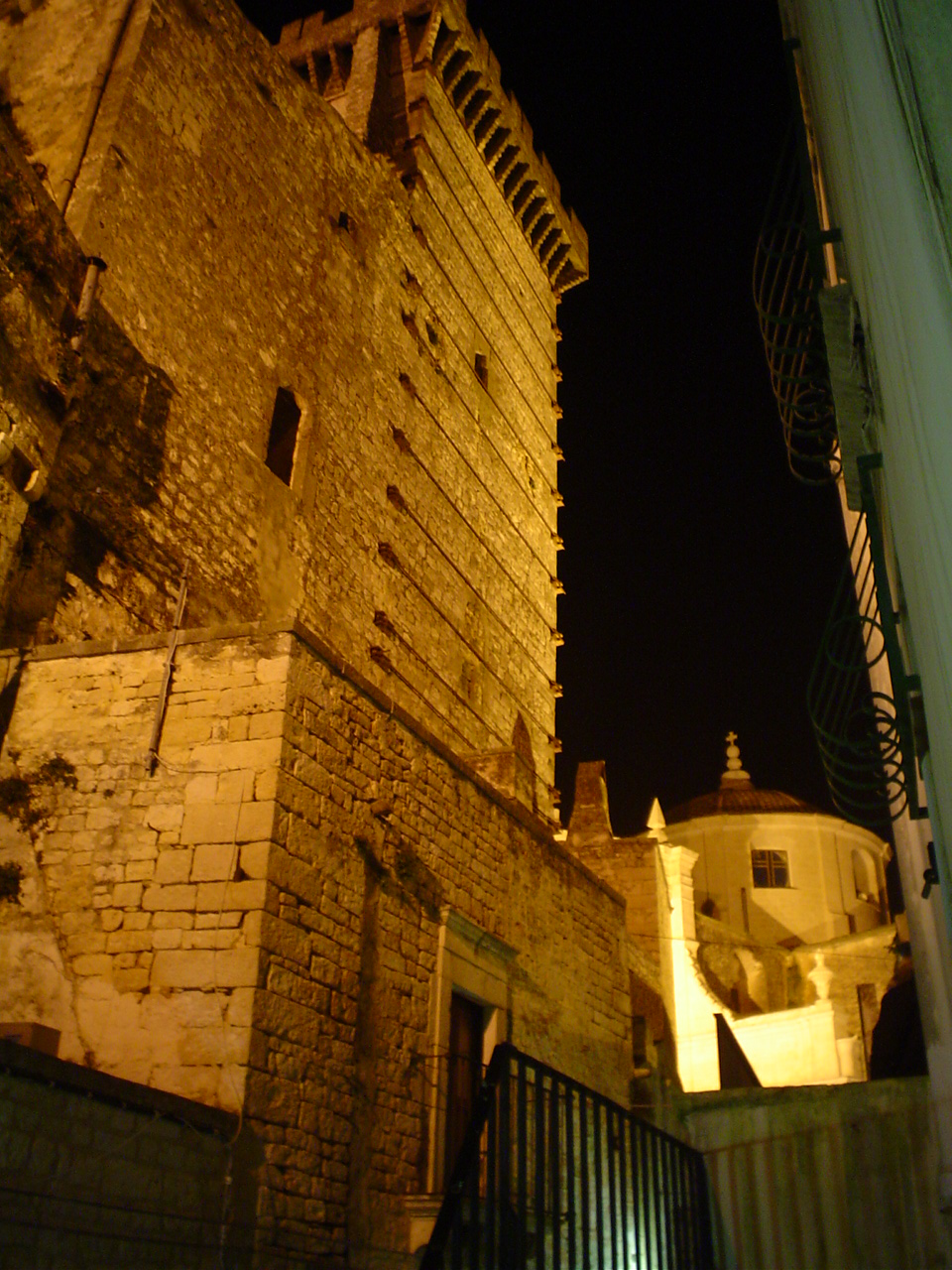
lato castello e scorcio chiesa matrice